# Janne Forssell
Janne Forssell, ursprungligen Jan Larsson Palmgren, född 29 juni 1943 i Karlstad, är en svensk radioman. 
Forssell är mest känd som radiopratare, särskilt i programserien Hemma hos under 1970-talet tillsammans med Kjell Alinge. Under 1980-talet medverkade han i radioserien I lugn och ro, där han läste noveller som varvades med passande, ofta ambient, musik.
Forssell har också medverkat i mindre roller som skådespelare i några svenska filmer. Under 1990-talet gjorde han ett antal uppmärksammade resereportage i Sveriges Television, Jorden runt – "Reel World" på engelska, tillsammans med filmaren Lasse Westman.
Forssells far hette Lars Hjalmar Palmgren. 

## Filmografi
- 1973 – Ska vi hem till dig... eller hem till mig... eller var och en till sitt?
- 1975 – En kille och en tjej
- 1994 – Jorden runt i 43 delar i SVT. 30 avsnitt finns översatta till engelska och har visats vid ett hundratal tillfällen i bland annat Travel Channel, Rai Uno och i ett flertal andra TV-kanaler. En av de mest sålda programserierna ur SVT:s utbud.